# Savanne
Pour l’article ayant un titre homophone, voir Savane (homonymie).
Savanne est un district de Maurice, situé dans le sud de l'île principale. Son chef-lieu est Souillac.
Savanne couvre une superficie de 243 km2 et comptait 66 356 habitants au recensement de 2000.

## Lieux remarquables
- Grand Bassin

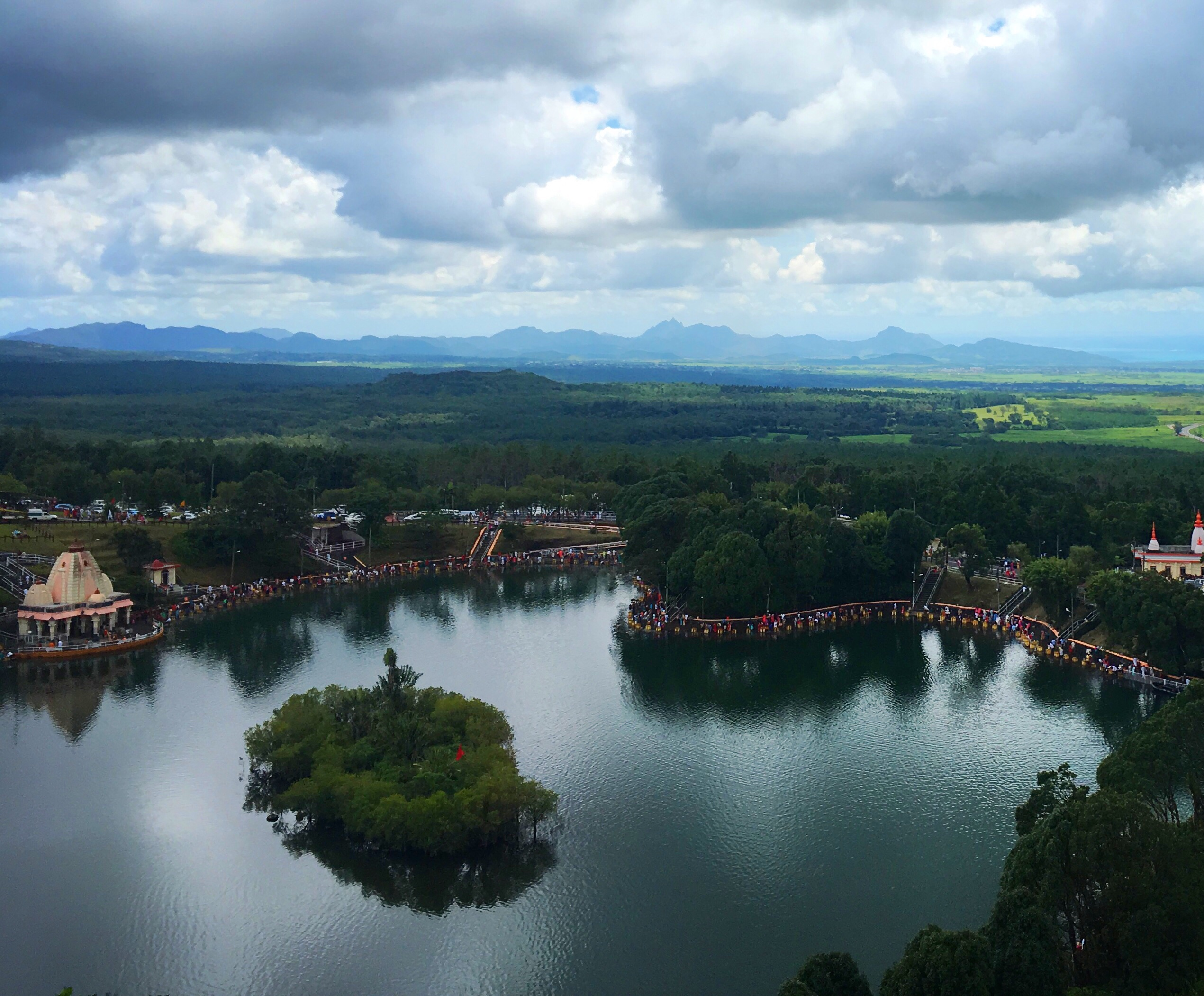
Complexe hindouiste de Grand Bassin, statue de Shiva (33m), la plus haute du pays, à Grand Bassin
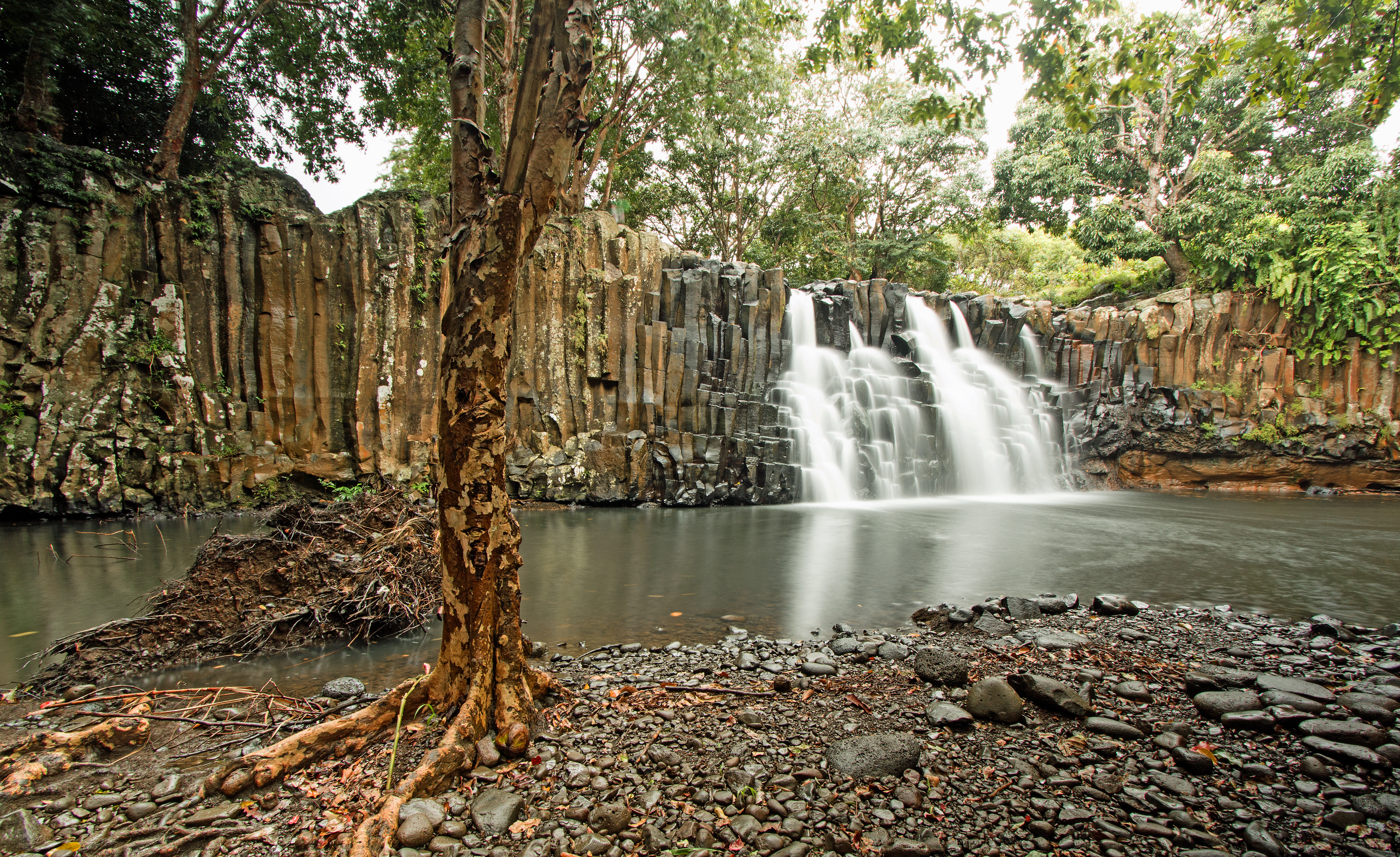
Chutes Rochester près de Souillac
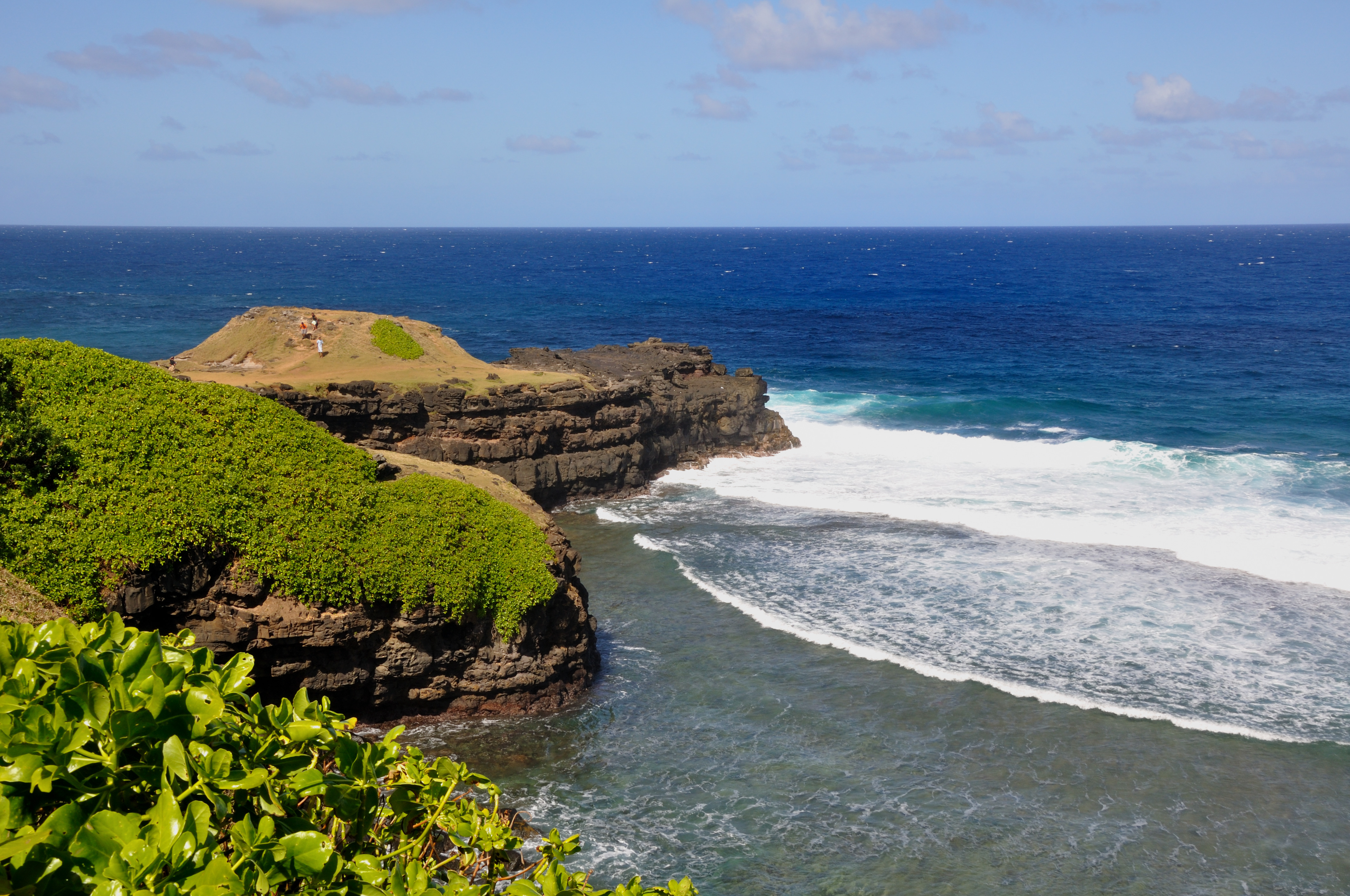
Littoral de Souillac, à la roche qui pleure
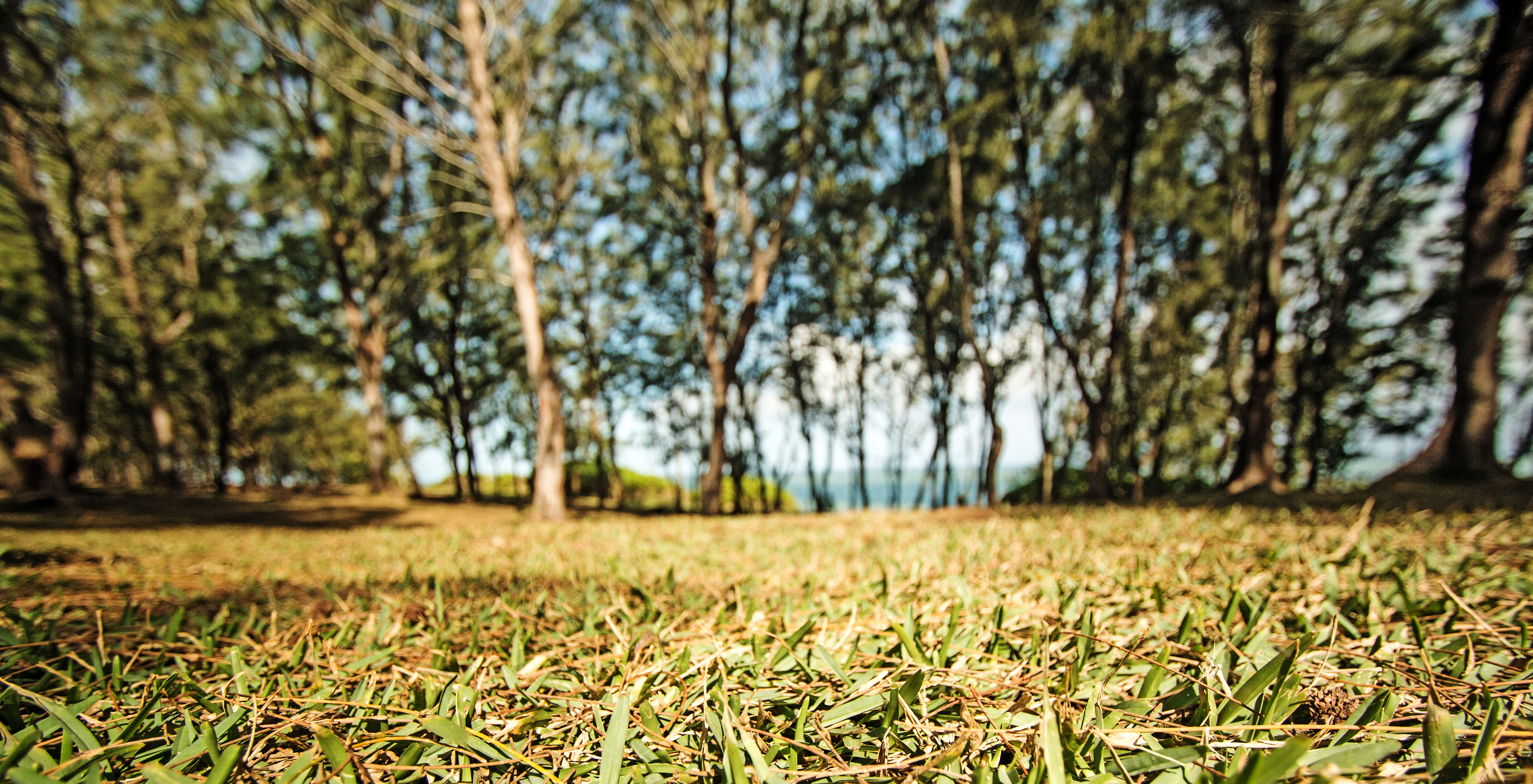
Plantation de thé, au nord de Souillac